# Włoska pomoc wojskowa podczas wojny zimowej
Włoska pomoc wojskowa podczas wojny zimowej – po zaatakowaniu Finlandii przez ZSRR 30 listopada 1939 Finowie zaczęli otrzymywać pomoc wojskową od różnych krajów - wśród nich były faszystowskie Włochy. Benito Mussolini uważał Finlandię za bastion cywilizacji zachodniej, zagrożonej przez sowiecki bolszewizm. Współpraca wojskowa między obu państwami rozwijała się od pocz. lat 30. Około 20 fińskich oficerów ukończyło włoskie szkoły wojskowe. 25 października 1939, krótko przed wybuchem wojny zimowej, został zawarty kontrakt na dostawę do Finlandii 25 myśliwców Fiat G.50. Po agresji Armii Czerwonej B. Mussolini ostro ją potępił. Włoski ambasador został odwołany z Moskwy. We Włoszech odbywały się  demonstracje wyrażające solidarność z Finami. Do ambasady fińskiej w Rzymie zgłaszali się liczni ochotnicy. Włoski minister spraw zagranicznych Galeazzo Ciano zadeklarował fińskiemu ambasadorowi Eero Järnefeltowi przekazanie pomocy wojskowej i humanitarnej. Wprawdzie III Rzeszy nie bardzo to odpowiadało, ale Włosi postanowili wspomóc Finów.
21 grudnia 1939 do Finlandii przybył z ambasady włoskiej w Berlinie oficer strzelców alpejskich mjr Anchisi. Najpierw zwizytował front w północnej części Finlandii, zaś na pocz. stycznia odwiedził fińskie naczelne dowództwo w Mikkeli. Odbył 2 spotkania z marszałkiem Carlem Gustafem Mannerheimem, który wyraził zainteresowanie pomocą ze strony Włoch, a następnie przedstawił listę potrzebnego uzbrojenia i  wyposażenia wojskowego. Wkrótce zawarto porozumienie na dostarczenie do Finlandii materiału wojennego za 2,9 mln dolarów. Było to m.in. 94,5 tys. nowych karabinów ręcznych M1938 7,35 mm, 100 moździerzy, 60 dział przeciwlotniczych i 12 dział przeciwpancernych z amunicją. Dział przeciwlotniczych użyto do wzmocnienia obrony Helsinek i Tampere. 14 stycznia władze fińskie zakupiły 10 dodatkowych Fiatów G.50. Pod koniec stycznia Finlandia złożyła zamówienie na kolejne moździerze i działa przeciwlotnicze, a także miny morskie, torpedy i miotacze płomieni. Nie zdążyły one jednak przybyć przed końcem działań wojennych. Ponadto część dostaw przejęli Niemcy w kwietniu 1940 w Norwegii.
We Włoszech zgłosiło się ok. 5 tys. ochotników na wojnę z ZSRR. Do Finlandii przed końcem wojny zdążyło jednak przybyć jedynie kilku pilotów, gdyż władze włoskie - wbrew oficjalnym zapewnieniom dla Finów - odmawiały wydania paszportów. Jednym z powodów była presja ze strony III Rzeszy. W armii fińskiej znalazło się w różny sposób też 10 ochotników - obywateli włoskich (9 weszło w skład międzynarodowego Oddziału Sisu, zaś 1 w skład oddziału fińskiego). Spośród pilotów 2 (por. Carlo Cugnasca i kpt. Bianchi) oblatywało samoloty w ośrodku doświadczalnym w Trollhättan, a tylko jeden wziął udział w walkach (był to sierż. Diego Mancocchi, który zginął 11 marca 1940). Ponadto na sam koniec wojny (nie zdążyli wziąć w niej udziału) przybyło 100-150 ochotników na czele z kpt. Camillo Marabinim, stanowiących pierwszą część formowanego we Francji spośród włoskich emigrantów Legionu Garibaldiego.
Benito Mussolini pozwolił natomiast na przybycie do Finlandii 2 grup cywilów: 11 mechaników lotniczych z zakładów Fiata pod wodzą inż. kpt. Luigiego Pellego oraz instruktorów do obsługi dział przeciwlotniczych z Gwardii Cywilnej na czele z inż. Pigna. Komendantem obu grup był ppłk Giuseppe Casero, który po przybyciu do Helsinek objął funkcję oficera łącznikowego z fińskim rządem. Jego zadaniem było zintensyfikowanie politycznych i gospodarczych kontaktów między obu państwami. Do Finlandii przybyło 13 korespondentów wojennych, z których najbardziej znany był Indro Montanelli z Corriere della Sera. Ich profińskie artykuły wzmagały poparcie Włochów dla walczących z Sowietami bohaterskich Finów.
17 lutego 1940, kiedy sytuacja wojsk fińskich na Przesmyku Karelskim była coraz gorsza, do Helsinek przyjechał w tajemnicy książę Bechi jako wysłannik G. Ciano. Negocjował on z fińskim premierem Risto Rytim warunki dalszych dostaw wojskowych, ale również możliwości Finów co do prowadzenia dalszej walki albo zawarcia pokoju z ZSRR. Wyjechał do Włoch 22 lutego.
Podsumowując, włoska pomoc wojskowa dla Finlandii była warta ok. 790 mln marek fińskich, plasując się na drugim miejscu za szwedzką.